# Wim van Duyl
Willem Paul „Wim” van Duyl (ur. 24 maja 1920 w Amsterdamie, zm. 3 września 2006 w Bussum) – holenderski żeglarz, olimpijczyk.
Czterokrotnie wystąpił na igrzyskach olimpijskich:
- Londyn 1948 – Dragon – 8. miejsce – Joy (Biem Dudok van Heel, Cornelis Jonker)
- Helsinki 1952 – Dragon – 6. miejsce – Thalatta (Biem Dudok van Heel, Michiel Dudok van Heel)
- Rzym 1960 – Dragon – 13. miejsce – Trintel II (Biem Dudok van Heel, Jacob van den Berg)
- Tokio 1964 – Dragon – 13. miejsce – Barco Deloro (Jan Jongkind, Henny Scholtz)